# Радио Classic
Радио Classic — российская радиостанция, осуществлявшая вещание в Москве на частоте 100,9 МГц в 2003—2014 годы. Ныне вещает только в интернете.
Формат радиостанции составляет классический кроссовер: «классические музыкальные произведения в современном исполнении, инструментальная и электронная музыка, сходная по звучанию с классикой — „новая классика“ иными словами, ну и, конечно же, „старая классика“, включая оперу, а также мюзиклы и этнические шедевры».

## История
Вещание радиостанции началось 19 марта 2003 года на частоте 100,9 МГц в Москве, до этого на этой частоте ретранслировалось «Радио России». С момента основания по 2014 года принадлежала Arnold-Prize Group, владевшей также радио Джаз, лицензии были оформлены на ООО «Стайл Медиа».
Ежедневная аудитория радиостанции «Классик» по данным TNS Russia за январь—март 2014 года составила 306 тыс. человек старше 12 лет соответственно. По этому показателю она занимала 33-е место среди 51 вещающей в столице станции.
В 2013 году рекламная выручка «Джаза» и «Классик», по экспертным оценкам, составила около 50-60 млн рублей при общих затратах на радиорекламу 16,5 млрд руб.
С начала 2014 года по данным газеты Коммерсантъ предложения о покупке двух радиостанций получили несколько крупных радиохолдингов, их общая стоимость составляла $15—20 млн, что совпадает с минимальной оценкой станций в $20 млн, так как только FM-частота в Москве стоит около $10 млн. В мае 2014 года обе станции были приобретены АНО «Информационный центр радиовещания, искусства и культуры „Вера, надежда, любовь“».
25 апреля 2014 года газета «Коммерсантъ» со ссылкой на Елену Уварову сообщила о том, что на «Радио Джаз» и «Радио Классик» найден покупатель, с которым подписан предварительный договор и сделка вскоре будет закрыта, после смены собственника одна из станций будет переформатирована. По данным источников газеты, новым владельцем может быть основатель инвесткомпании Marshall Capital Константин Малофеев, с приходом которого одна из станций, скорее всего, будет целиком посвящена православной тематике.
6 июня ИТАР-ТАСС сообщило о смене владельца «Радио Джаз» и «Радио Классик», которым стало АНО «Информационный центр радиовещания, искусства и культуры „Вера, надежда, любовь“», чей генеральный директор Роман Торгашин, не комментируя параметры сделки, указал на её «благотворительный характер». По данным информагентства, обе станции были приобретены за $ 20 млн на средства пула частных инвесторов, однако Елена Уварова назвала эту сумму «завышенной во много раз», так как сделка была проведена «не только на денежных условиях».
По данным одного из сейлз-хаусов, новые владельцы обсуждают концепцию вещания радио «Classic», где, скорее всего, будет запущено «Радио Вера», которое развивает «Вера, надежда, любовь». Этот проект «группы православных мирян», заручившихся благословением Русской православной церкви, своей целью ставит информирование жителей мегаполиса о вечных истинах православной веры, основу эфира составляют «только светлая музыка», «рассказы о любви, славных страницах истории, о детях» и т. д. При этом новые владельцы готовы поддерживать интернет-вещание «Радио Классик» или продать лицензию на этот формат, стоимость которого по оценкам участников радиорынка варьируется от 2—3,5 млн рублей до «сотни тысяч долларов».
14 сентября 2014 года радио прекратило своё вещание в московском FM-диапазоне (вещание на этой частоте завершилось ровно в полночь по московскому времени рекламным блоком) и было заменено на «Радио Вера». Вещание радио «Classic» продолжается в Интернете на официальном сайте, а также при помощи мобильного приложения. По словам директора Радио «Вера» Романа Торгашина: «Бывшие владельцы Радио Классик, говорили, что по их оценке от трети до половины и более слушателей станции составляли люди верующие. <…> Те, кто знаком с Радио ВЕРА по Интернет-вещанию, знают, что большая часть музыки Радио Классик уже звучит в эфире. И мы тем более сохраним её ради преемственности. Ну, а для поклонников рафинированного жанра мы сохраним музыкальное радио Классик в Интернет-вещании, как основной поток, так и четыре существующих тематических потока, которые доступны на сайте и через мобильное приложение. <…> Если кто-либо из владельцев московских частот захочет вещать Радио Классик, мы с удовольствием предоставим им лицензию на трансляцию Радио Классик в прежнем формате». Интернет-сайт Радио Классик с недавнего времени прекратил транслировать музыкальный поток, поэтому теперь этим занимается Online-red.com.